# (538690) 2016 FP59
(538690) 2016 FP59 est un objet de la ceinture de Kuiper, faisant partie des cubewanos. Brown avait d'abord estimé le diamètre à environ 445 km avant de se raviser et le réduire à 191 km. 

## Caractéristiques
538690) 2016 FP59 mesure environ 200 kilomètres de diamètre.